# Mia Rose
Mia Rose (właśc. Maria Antónia Teixeira Rosa, ur. 26 stycznia 1988 w Wimbledon w Londynie) – angielska piosenkarka portugalskiego pochodzenia, kompozytorka i autorka tekstów.
Poczynając od grudnia 2006 publikuje w serwisie YouTube amatorskie filmy wideo, w których śpiewa przy akompaniamencie gitary akustycznej piosenki własnego autorstwa oraz covery utworów wykonawców muzyki popularnej zarówno po angielsku, jak i po portugalsku. W krótkim czasie stała się jednym z najpopularniejszych muzyków publikujących w tym serwisie; jej nagrania zostały obejrzane ponad 35 milionów razy, zaś 148 tysięcy użytkowników serwisu zostało subskrybentami jej osobistego kanału tematycznego (stan na sierpień 2008).
Felietony na temat popularności Mii Rose (i recenzji jej muzyki) ukazały się dotychczas w czasopismach: Pulse, Rolling Stone, The Sun i The Age. Talent Rose pierwsi dostrzegli redaktorzy serwisu internetowego Indie Rock Cafe, który opublikował notkę o jej nagraniach już 9 stycznia 2007. Obecnie, według Indie Rock Cafe, jej działalność muzyczna wykroczyła już poza środowiska YouTube i MySpace.
23 stycznia 2007 BBC Radio Five Live wyemitowało program informacyjny z wywiadem przeprowadzonym z piosenkarką, prezentując także jej piosenki, a prowadzący ten program, Chris Vallance, wypowiedział się pochlebnie o Mii Rose, jako utalentowanym muzyku, na stronie internetowej programu.
Już jako znana postać i modelka wzięła udział w kampanii agencji "Young faces of London" w Londynie. Następnie wyjechała do Portugalii, gdzie rozpoczęła studia i koncertuje.
4 kwietnia 2007 podpisała kontrakt płytowy z Ryanem Leslie prowadzącym wytwórnię płytową wchodzącą w skład przedsiębiorstwa NextSelection Lifestyle Group. Jednak już w sierpniu 2008 wycofała się z tego przedsięwzięcia na rzecz koncertowania i wydawania jako artystka niezależna.